# In vacanza da una vita
In vacanza da una vita es un álbum de la cantante italiana Irene Grandi, publicado en el mes de marzo del 1995.
Precedido del sencillo Bum bum, su éxito del 1995, el álbum marca el cambio artístico de Irene Grandi que pasa de un estilo rap a pop. Este álbum contiene colaboraciones importantes: Pino Daniele ayudó con "Il gatto e il topo" mientras Jovanotti supervisa el éxito de la canción "L'amore vola".
Fue premiado como Disco de platino por más de 500 000 copias vendidas.
También Irene escribió algunas canciones del álbum como "In vacanza da una vita"; es uno de sus sencillos más exitosos, y por años ha cerrado sus conciertos.

## Canciones
| #   | Título                                           | Duración |
| --- | ------------------------------------------------ | -------- |
| 01. | “L'amore vola” El amor vuela                     | (03:59)  |
| 02. | “Colpa del lupo” Culpa del lobo                  | (04:26)  |
| 03. | “Dolcissimo amore” Dulcísimo amor                | (04:08)  |
| 04. | “Il gatto e il toppo” El gato y el topo          | (04:02)  |
| 05. | “In vacanza da una vita” En vacación de una vida | (04:15)  |
| 06. | “Bum bum” Bum bum                                | (04:15)  |
| 07. | “Bambine cattive” Chicas traviesas               | (04:02)  |
| 08. | “Terra” Tierra                                   | (03:45)  |
| 09. | “Ieri” Ayer                                      | (05:02)  |

- Datos: Q3797480